# Breaking Bad (1.ª temporada)
A primeira temporada de Breaking Bad estreiou em 20 de janeiro de 2008 e foi exibida até 9 de março de 2008. Composta de sete episódios com cerca de 48 minutos de duração, com exceção do episódio piloto com aproximadamente 58 minutos. A AMC transmitiu a primeira temporada aos domingos no horário das 22:00 nos Estados Unidos. A primeira temporada deveria contar com nove episódios, porém foi reduzida devido à greve dos roteiristas americanos que ocorreu naquele ano. A primeira temporada foi lançada em DVD na região 1 em 24 de fevereiro de 2009 e como Blu-ray na região A em 16 de março de 2010.

## Enredo
O personagem principal, Walter "Walt" White, interpretado por Bryan Cranston, leva uma vida simples como professor de química em um colégio. Ele mora na cidade de Albuquerque no estado americano do Novo México, com sua esposa grávida Skyler, interpretada por Anna Gunn, e seu filho estudante, RJ Mitte, que sofre de paralisia cerebral. A vida de Walter começa a mudar quando no dia de seu aniversário de 50 anos ele é diagnosticado com um câncer de pulmão em estágio terminal três. Walter decide entrar para o comércio ilegal de drogas com o objetivo de conseguir economizar uma herança para o futuro de suas esposa e filhos antes que a doença o mate. Ele usa seus conhecimentos em química para produzir um novo tipo de metanfetamina extremamente forte, com a ajuda de um ex-aluno seu, Jesse Pinkman, interpretado por Aaron Paul.
Jesse procura um distribuidor de drogas chamado "Krazy-8" para repassar o produto feito por eles, "Krazy-8" desconfia que Walter é um policial disfarçado e tenta matá-lo, Walter se defende e mata Emilio, o comparsa do traficante e depois de algum tempo acaba matando o próprio "Krazy-8". Walter fica extremamente perturbado com os fatos e com a insegurança de Jesse e acaba desfazendo a sociedade entre os dois. Ao retornar para casa, Walter e sua família discutem a forma a qual irão lidar com o câncer. Enquanto Walter a princípio pretendia se entregar à doença em vez de começar o tratamento à base de quimioterapia, que poderia não surtir o efeito desejado, sua família o convence do contrário e ele começa o tratamento.
Walter recusa as ofertas de ajuda financeira de seu cunhado, Hank (Dean Norris), que é agente do DEA e de seu ex-sócio Elliott. Walter decide a voltar a produzir metanfetamina e diz à família que repensou a decidiu aceitar a ajuda de Elliott. Walter convence Jesse que eles deveriam começar a vender a produção da droga a Tuco (Raymond Cruz), um distribuidor de drogas poderoso e ao mesmo tempo psicopata. Eles começam a expandir suas operações ao roubar um grande barril de metilamina. Walter começa a levar uma vida dupla, como o pai de família diagnosticado com câncer e como um fabricante de drogas, o qual adota o pseudônimo de "Heisenberg".

## Elenco

### Elenco principal
- Bryan Cranston como Walter White (7 episódios)
- Anna Gunn como Skyler White (7 episódios)
- Aaron Paul como Jesse Pinkman (7 episódios)
- Dean Norris como Hank Schrader (6 episódios)
- Betsy Brandt como Marie Schrader (6 episódios)
- RJ Mitte como Walter White, Jr. (7 episódios)

### Elenco de apoio
- Steven Michael Quezada como Steven Gomez (4 episódios)
- Carmen Serano como Carmen Molina (4 episódios)
- Maximino Arciniega como Krazy-8 Molina (3 episódios)
- Charles Baker como Skinny Pete (2 episódios)
- Raymond Cruz como Tuco Salamanca (2 episódios)
- Jessica Hecht como Gretchen Schwartz (2 episódios)
- Tess Harper como Sra. Pinkman (1 episódio)
- Matt L. Jones como Badger Mayhew (1 episódio)
- Rodney Rush como Combo Ortega (1 episódio)
- Marius Stan como Bogdan (1 episódiode)

## Episódios
| N.º na série | N.º na temp. | Título                                                   | Dirigido por   | Escrito por    | Exibição original       | Audiência (milhões) |
| --- | ------------ | -------------------------------------------------------- | -------------- | -------------- | ----------------------- | ------------------- |
| 1 | 1            | "Pilot (Piloto)"                                         | Vince Gilligan | Vince Gilligan | 20 de janeiro de 2008   | 1,41                |
| Walter White, um professor colegial de química de 50 anos começa a produzir secretamente metanfetamina para proporcionar uma segurança à sua família após descobrir que sofre de um câncer terminal no pulmão. Ele se junta a seu ex-aluno, Jesse Pinkman, que é vendedor da droga. Jesse tenta vender a droga por eles produzida, porém os traficantes o forçam a mostrar seu laboratório, que é um velho trailer. Walter percebe que os traficantes pretendem matá-lo e os envenena. |              |                                                          |                |                |                         |                     |
| 2 | 2            | "Cat's in the Bag... (Ressurreição)"                     | Adam Bernstein | Vince Gilligan | 27 de janeiro de 2008   | 1,49                |
| Walter e Jesse tentam arrumar os dois corpos no trailer, o que se mostra uma tarefa complicada quando Krazy-8 acorda. Eles o aprisionam no porão da casa de Jesse. They eventually imprison him in Jesse's basement. Ao mesmo tempo, aumentam as suspeitas de Skyler quanto ao comportamento de Walter e eles descobrem que o bebê é uma menina. Jesse se livra do corpo de Emilio Koyama utilizando ácido fluorídrico de acordo com as instruções de Walter, porém ele ignora os avisos para usar um recipiente de plástico e destrói sua banheira no processo. |              |                                                          |                |                |                         |                     |
| 3 | 3            | "...And the Bag's in the River (Dúvida)"                 | Adam Bernstein | Vince Gilligan | 10 de fevereiro de 2008 | 1,08                |
| Walter não consegue decidir se mata ou não Krazy-8. Enquanto isso, Marie começa a acreditar que Walter Jr. está fumando maconha e pede a Hank que lhe dê um susto para sair daquela situação. Walter dá algo a Krazy-8 para comer, mas cai da escada e fica desacordado. Quando retorna a si, ele conta a Krazy-8 que tem câncer no pulmão e começam a conversar sobre coisas que tem em comum. Walter decide libertar Krazy-8 mas enquanto recolhe os pedaços do prato quebrado ele percebe que falta uma parte e que Krazy-8 pretende usá-lo como uma arma para matá-lo. Fingindo que ia libertá-lo, Walter é atacado e como forma de defesa o estrangula fazendo um garrote |              |                                                          |                |                |                         |                     |
| 4 | 4            | "Cancer Man (Homem com Câncer)"                          | Jim McKay      | Vince Gilligan | 17 de fevereiro de 2008 | 1,09                |
| Hank começa a procura pelo novo traficante da cidade (sem desconfiar que se trata de Walter). Walter revela à família que tem câncer durante um churrasco. Jesse visita sua família e descobre que o irmão é um grande esportista e músico, porém está fumando maconha. Jesse o encoberta e é forçado a abandonar a casa dos pais. |              |                                                          |                |                |                         |                     |
| 5 | 5            | "Gray Matter (Matéria Cinzenta)"                         | Tricia Brock   | Patty Lin      | 24 de fevereiro de 2008 | 0,97                |
| Walter recusa uma oferta de ajuda financeira de um antigo amigo. Jesse tenta fabricar metanfetamina por conta própria, mas não consegue reproduzir a qualidade do produto de Walter. Walter Jr. é pego tentando comprar cerveja. A família de Walter tenta convencê-lo a começar o tratamento com a quimioterapia, a princípio ele recusa, porém reconsidera e decide por fazer o tratamento. Apesar de receber uma oferta de ajuda financeira de Gretchen, a esposa de seu amigo, ele volta para a casa de Jesse e pede para retomar sua parceria. |              |                                                          |                |                |                         |                     |
| 6 | 6            | "Crazy Handful of Nothin' (O Grande Blefe)"              | Bronwen Hughes | George Mastras | 2 de março de 2008      | 1,07                |
| Walter e Jesse chegam a um acordo: Walter irá cozinhar a metanfetamina e Jesse irá vendê-la. Enquanto isso, Hank descobre que uma máscara de gás achada no deserto pertence ao laboratório de química da escola de Walter e começa a investigação. Quando a primeira remessa da droga rende apenas $2,600, Walter pede que Jesse encontre um novo distribuidor que compre toda a produção. Jesse conhece Tuco, um traficante que substitui Krazy-8 e se interessa pela droga. Tuco rouba a metanfetamina de Jesse e Walter decide reaver e causa uma explosão no esconderijo de Tuco. Então Tuco decide negociar com Walter.                                                   |              |                                                          |                |                |                         |                     |
| 7 | 7            | "A No-Rough-Stuff-Type Deal (Um Trato sem Dificuldades)" | Tim Hunter     | Peter Gould    | 9 de março de 2008      | 1,50                |
| Walter e Jesse passam por dificuldades na produção em larga escala do produto prometido a Tuco. Skyler confronta Marie se ela ainda estava furtando lojas, após ser detida em uma joalheria onde Marie roubou uma tiara e deu para Skyler no seu chá de bebê. Walter e Jesse usam termite para entrar num armazém e roubar um grande barril de metilamina, usada para atender a demanda de Tuco pela metanfetamina. Eles entregam a quantidade prometida para Tuco. |              |                                                          |                |                |                         |                     |

## Música
A trilha original de Breaking Bad é foi composta por Dave Porter. A série também usa músicas de outros artistas com a supervisão musical de Thomas Golubić.

## Lançamento em DVD e Blu-ray
A primeira temporada foi lançada em DVD na região 1 em 24 de fevereiro de 2009, na região 2 em 14 de dezembro de 2009, e na região 4 em 8 de julho de 2009. Foi lançada em Blu-ray na região A em 16 de março de 2010. O conteúdo especial do DVD e Blu-ray incluem dois comentários em áudio do criador Vince Gilligan, do elenco Bryan Cranston, Anna Gunn, Aaron Paul, Dean Norris, Betsy Brandt e RJ Mitte e do editor Lynne Willingham e "Crazy Handful of Nothin'" por Vince Gilligan, Bryan Cranston, Anna Gunn, Aaron Paul, Dean Norris e roteirista George Mastras; "The Making of Breaking Bad"; "Inside Breaking Bad"; Uma entrevista com Vince Gilligan, Bryan Cranston e Mark Johnson no programa de entrevistas da AMC Shootout; cenas cortadas; testes ; e uma galeria de fotos de Vince Gilligan.

## Recepção

### Críticas
A primeira temporada de Breaking Bad recebeu, na sua maioria, críticas favoráveis, registrando uma média de 74 pontos de 100 possíveis no Metacritic. A crítica do New York Post Linda Stasi elogiou a série, particularmente a atuação de Cranston e Paul, afirmando "Cranston e Paul estão muito bem, é surpreendente. Eu disse que os dois criaram uma grande química, mas estou envergonhada de dizer algo tão pequeno." Robert Bianco do USA Today também elogiou Cranston e Paul, exaltando "Há humor na série, principalmente nos esforços de Walter de impor uma lógica acadêmica sobre o negócio e sobre seu aprendiz idiota, um papel que Paul faz muito bem."

### Indicações e prêmios
A primeira temporada recebeu inúmeros prêmios e indicações, incluindo quatro indicações ao Emmy Award e vencendo em duas categorias. Bryan Cranston venceu como melhor ator de série dramática e Lynne Willingham ganhou como melhor edição de série dramática. Vince Gilligan foi indicado ao melhor diretor de série dramática pelo episódio piloto e John Toll foi indicado ao prêmio de melhor cinematografia para séries de até uma hora pelo episódio piloto. Cranston também ganhou o Satellite Award como melhor ator em série dramática. A série também foi indicada como Melhor Novo Programa do Ano (TCA Awards). A série também ganhou três indicações ao Writers Guild of America Award, vencendo uma categoria. Ela foi indicada como melhor série, Patty Lin foi indicada ao Melhor Episódio Dramático por "Gray Matter" e Vince Gilligan venceu como melhor Episódio Dramático pelo episódio piloto.